# جيفري كلير
جيفري كلير (بالإنجليزية: Jeffrey St. Clair)‏ ولد عام 1959 في إنديانابوليس بإنديانا في الولايات المتحدة الأمريكية. صحفي ومحرر وكاتب. شارك ألكسندر كوكبورن في تحرير نشرة كونتربونش كما كتب في صحف واشنطن بوست وذا سان فرنسيسكو إكزامينر و ذا نيشن وذا بروغريسف. تركز تقاريره على السياسة والقضايا البيئية والعسكرية